# Scaphytopius parallelus
Scaphytopius parallelus är en insektsart som beskrevs av Delong 1943. Scaphytopius parallelus ingår i släktet Scaphytopius och familjen dvärgstritar. Inga underarter finns listade i Catalogue of Life.